# Gustav Storm
Gustav Storm (Rendalen, 18 giugno 1845 – Bygdøy, 23 febbraio 1903) è stato uno storico norvegese.

## Biografia
Nato a Rendalen, era il figlio di Ole Johan Storm e di Hanna Jørgine Mathilde Breda. La famiglia si trasferì a Lardal, dove suo padre era un vicario. Quando Gustav aveva cinque anni, suo padre morì, e la famiglia successivamente si trasferì a Christiania. Era il fratello di Johan Storm.

## Carriera
Studiò Filologia presso l'Università degli Studi di Christiania, diplomandosi nel 1868. In seguito ha lavorato come insegnante per alcuni anni e svolse attività di ricerca nei campi della filologia della storia. Tra le sue opere vi erano Snorre Sturlassøns Historieskrivning, en kritisk Undersøgelse (1873) e Sagnkredsene om Karl den Store og Didrik af Bern hos de nordiske Folk (1874). È stato nominato professore di storia nel 1877.
Divenne una persona centrale nella ricerca della storia e dell'educazione all'università. Ha presieduto la Kildeskriftforeningen (1886-1903), e la Norwegian Historical Association (1899-1903). È stato segretario generale della società scientifica, della Norwegian Academy of Science and Letters (1884-1903). Tra le sue pubblicazioni vi sono Trattato della battaglia di Hafrsfjord, studio sui viaggi di vichinghi a Vinland e la scoperta del continente americano di Colombo.

## Morte
Morì il 23 febbraio 1903 a Bygdøy.

## Opere
- Om den gamle norrøne literatur (1869)
- Snorre Sturlassøns Historieskrivning, en kritisk Undersøgelse (1873)
- Sagnkretsene om Karl den Store og Didrik af Bern hos de nordiske folk (1874)
- Kritiske bidrag til vikingetidens historie (1876)
- Ragnar Lodbrok og Lodbrokssønnerne (1877)
- Vikingetidens tidligste udgangspunkter (1879)
- Studier over Vinlandsreiserne, Vinlands Geografi og Etnografi (1888)
- Maria Stuart (1891)
- Christofer Columbus og Amerikas opdagelse (1892)
- Olav den Hellige (1893)
- Norges gamle Vaaben, Farver og Flag (1894)
- Snorre Sturlasons Norges Kongesagaer (1896–99)
- Dronning Margretes valg i i Norge (1900)